# Remise (openbaar vervoer)

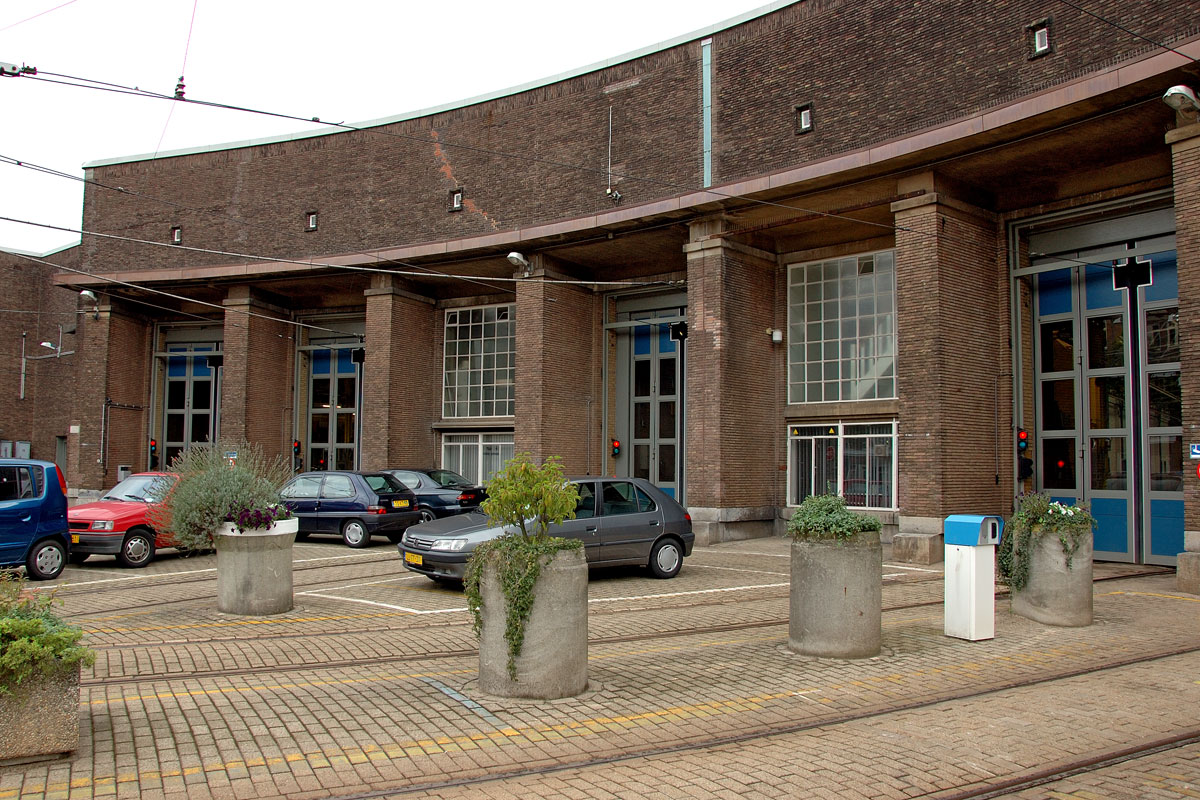
Remise Lekstraat in Amsterdam-Zuid.

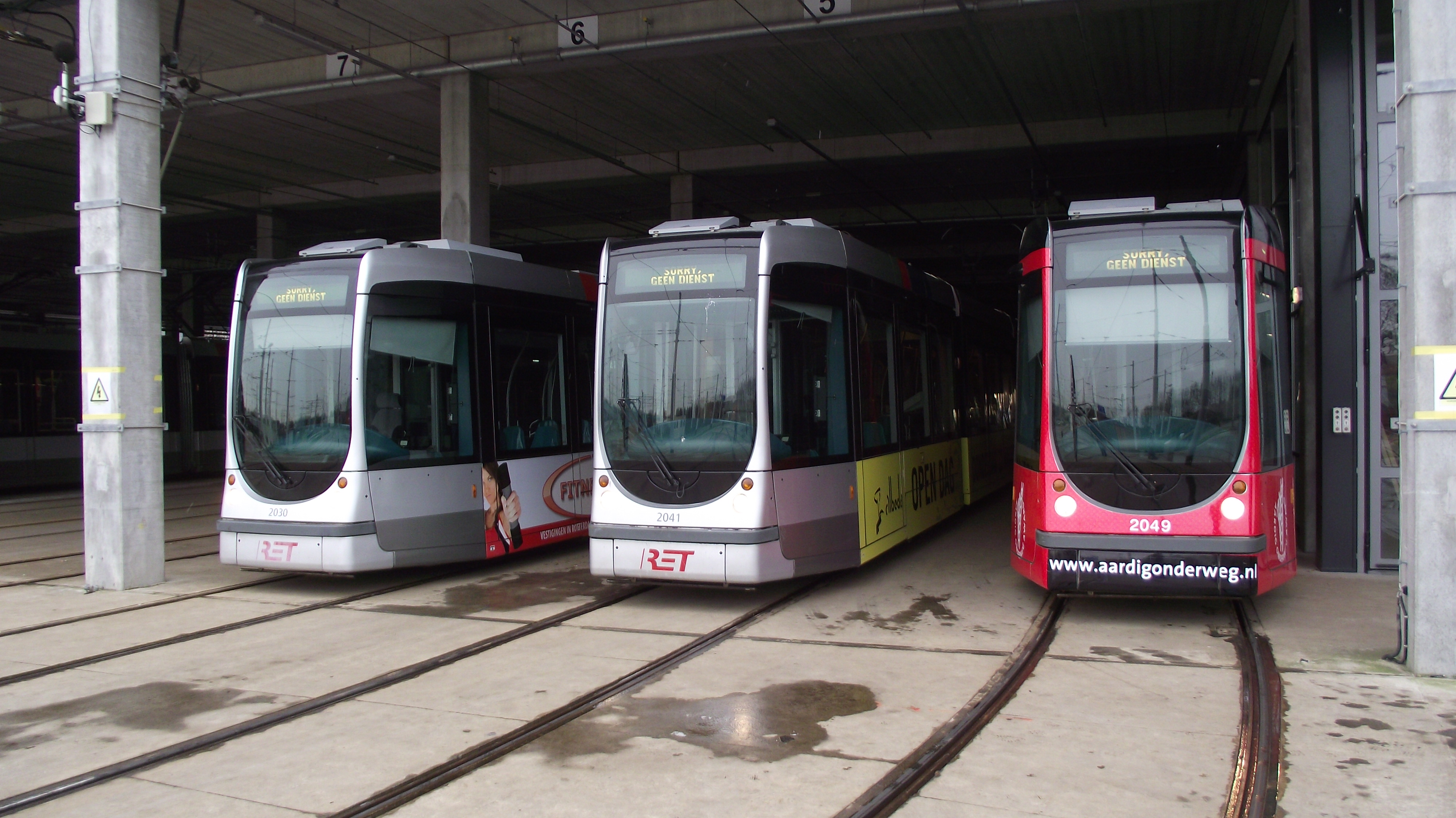
De in 2011 geopende remise Beverwaard van de RET in Rotterdam-Zuid.

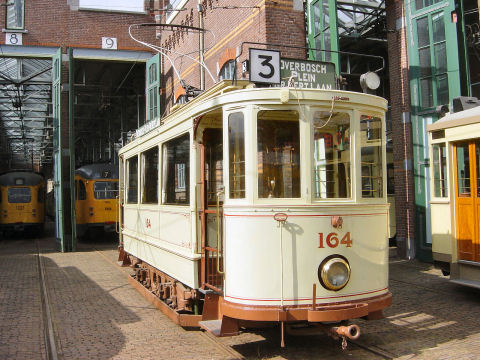
De oude tramremise aan de Frans Halsstraat in Den Haag is in gebruik als Haags Openbaar Vervoer Museum.

Een remise (uit het Frans remettre: terugzetten) of stelplaats (vooral in België gebruikt) is een (al dan niet overdekte) ruimte waar trams en bussen gestald worden in de nacht en op andere tijdstippen dat ze niet nodig zijn voor het vervoer van reizigers. Bij busremises wordt meestal gesproken over busgarages (zeker als ze overdekt zijn).
Het woord stelplaats wordt gebruikt voor een plaats waar spoorwegmaterieel gestald wordt.
Busremises of busgarages zijn verspreid over het hele land en zijn meestal eigendom van de betreffende vervoerder. In sommige gevallen is de remise gekocht door een overheid (provincie of gemeente) zodat de remise makkelijk verhuurd kan worden aan de winnende vervoerder voor de concessie.
Sommige remises worden door zowel trams als bussen gebruikt. Een voorbeeld daarvan is de remise in Nieuwegein die zowel door de Utrechtse sneltram als de streekbussen van U-OV gebruikt wordt. In sommige gevallen is een oude tramremise enkel als busremise in gebruik.

## Tramremises in Nederland, Vlaanderen en Brussel

### Amsterdam
- Remise Amstelveenseweg (voormalige paardentramremise, sinds 1904 niet meer in gebruik)
- Remise Havenstraat
- Remise Lekstraat (officieel remise Kromme Mijdrechtstraat, naar het adres)
- Remise Zeeburg (dependance van remise Lekstraat voor tramlijn 26)
- Remise Legmeerpolder (in Amstelveen voor tramlijn 25)
- Remise Roetersstraat (gesloten in 1964 en vervolgens afgebroken)
- Remise Tollensstraat (gesloten in 1996, daarna tot 2005 museumtramremise; vanaf 2013 verbouwd tot cultureel centrum De Hallen)
- Hoofdwerkplaats Rail (geopend in 1996)
- Remise Karperweg (Electrische Museumtramlijn Amsterdam, geopend in 1975 gelegen naast de remise Havenstraat)

### Rotterdam
- Remise Beverwaard (in augustus 2011 geopend, tramremise)
- Remise Hilledijk (in augustus 2011 gesloten en vervolgens afgebroken; had tot 2002 een aansluiting op het metronet)
- Remise Kralingen (tramremise)
- Remise 's-Gravenweg (metroremise)
- Remise Schiekade, paardentramremise, remise tbv aanhangwagens en bovenleidingmateriaal. 1958 gesloten, 1961 gesloopt.
- Remise Delfshaven, aan de Nieuwe Binnenweg, hoek Schonenbergerweg; in 1968 gesloten; sedertdien in gebruik geweest voor reserve- en museummaterieel. In 2010 definitief gesloten en sedert 1968 in fases grotendeels gesloopt.
- Remise Waalhaven (metroremise)
- Remise Kleiweg (voormalig hoofdkantoor en - hoofdwerkplaats, voorheen Allan-fabriek); vanaf 2016 gesloopt en deels vervangen door nieuwbouw, Momenteel, 2023, niet in gebruik voor trams; wel zijn er nog enige tramsporen aanwezig.
- Remise Hillegersberg (buiten dienst, in gebruik voor RoMeO)
- Remise Charlois (tramremise, gesloten in de jaren 1960)
- Remise Delfshaven (tramremise, gesloten in de jaren 1970)

### Den Haag
- Remise Lijsterbesstraat
- Remise Scheveningen
- Remise Zichtenburg
- Remise Frans Halsstraat (in gebruik als Haags Openbaar Vervoer Museum)
- Remise 's-Gravenmade, Rijswijk (voorheen Gele Tram, afgebroken in de jaren zeventig)
- Remise Maaldrift, Wassenaar (voorheen Gele Tram, afgebroken in de jaren zestig)
- Remise Voorburg, Voorburg (voorheen Blauwe Tram, afgebroken in de jaren zestig)

### Utrecht
- Remise Nieuwegein
- Opstelplaats Uithof P&R

### Antwerpen
- Stelplaats Hoboken (HBK)
- Stelplaats Punt aan de Lijn (PAL)
- Stelplaats Deurne (DNE - geopend op 14 april 2012)
- Stelplaats Groenenhoek (in gebruik als openbaarvervoermuseum VLATAM)
- Stelplaats Driehoek
- Stelplaats Stuivenberg (eerst voor trams en later voor trolleybussen)
- Stelplaats Zurenborg (eerst buurtspoorweg en later autobussen)

### Brussel
- Stelplaats Koningslaan (Sint-Gillis) (1)
- Stelplaats Schaarbeek (Haachtsesteenweg) (6)
- Stelplaats Elsene (Renbaanlaan) (4)
- Stelplaats Edingenstraat (Molenbeek) (5)
- Stelplaats Haren (Houtweg) (3)
- Stelplaats Marconi (Vorst)
- Stelplaats Woluwe (Tervurenlaan) (7), wordt gedeeld met het museum voor het Stedelijk Vervoer te Brussel

### Gent
- Stelplaats Gentbrugge
- Stelplaats Wondelgem
- Stelplaats Wissenhage (gepland)

### West-Vlaamse kust
- Stelplaats Knokke
- Stelplaats Oostende Kaaistation
- Stelplaats Oostende Slijkensesteenweg
- Stelplaats Oostende Nieuwpoortsesteenweg, onderhoudswerkplaats
- Stelplaats De Panne Esplanade (tegenwoordig in gebruik als museumstelplaats TTO Noordzee)
- Stelplaats Adinkerke / De Panne

## Trolleybusremises in Nederland en Vlaanderen

### Arnhem
- Remise Westervoortsedijk

### Gent
- Stelplaats Gentbrugge (niet meer als zodanig in gebruik)

## Enkele busremises in Nederland, Vlaanderen en Brussel

### Amsterdam
- Garage West
- Garage Noord
- Garage Zuid

### Den Haag
- Garage Radarstraat / Telexstraat

### Rotterdam
- Garage Sluisjesdijk
- Garage Kleiweg

### Utrecht
- Garage Westraven/Nieuwegein

### Antwerpen
- Stelplaats Zurenborg
- Stelplaats Hoboken
- Stelplaats Merksem

### Gent
- Stelplaats Gentbrugge

### Brussel
- Stelplaats Haren
- Stelplaats Delta (Oudergem)
- Stelplaats Jacques Brel (Molenbeek)